# Papilio demodocus
Papilio demodocus — бабочка рода Papilio семейства парусников (лат. Papilionidae).

## Описание
Размах крыльев 8—10 см. Самки, как правило, крупнее самцов.
Основной фон крыльев буро-чёрный, с рядами бледно-жёлтых пятен и широкой полосой такого же цвета. На нижней паре крыльев находится 2 пары глазков с красным и синим включениями.

## Подвиды
- Papilio demodocus demodocus (Esper, 1798)
- Papilio demodocus bennetti (Dixon, 1898)

## Ареал
Центральная и Южная Африка, Мадагаскар.

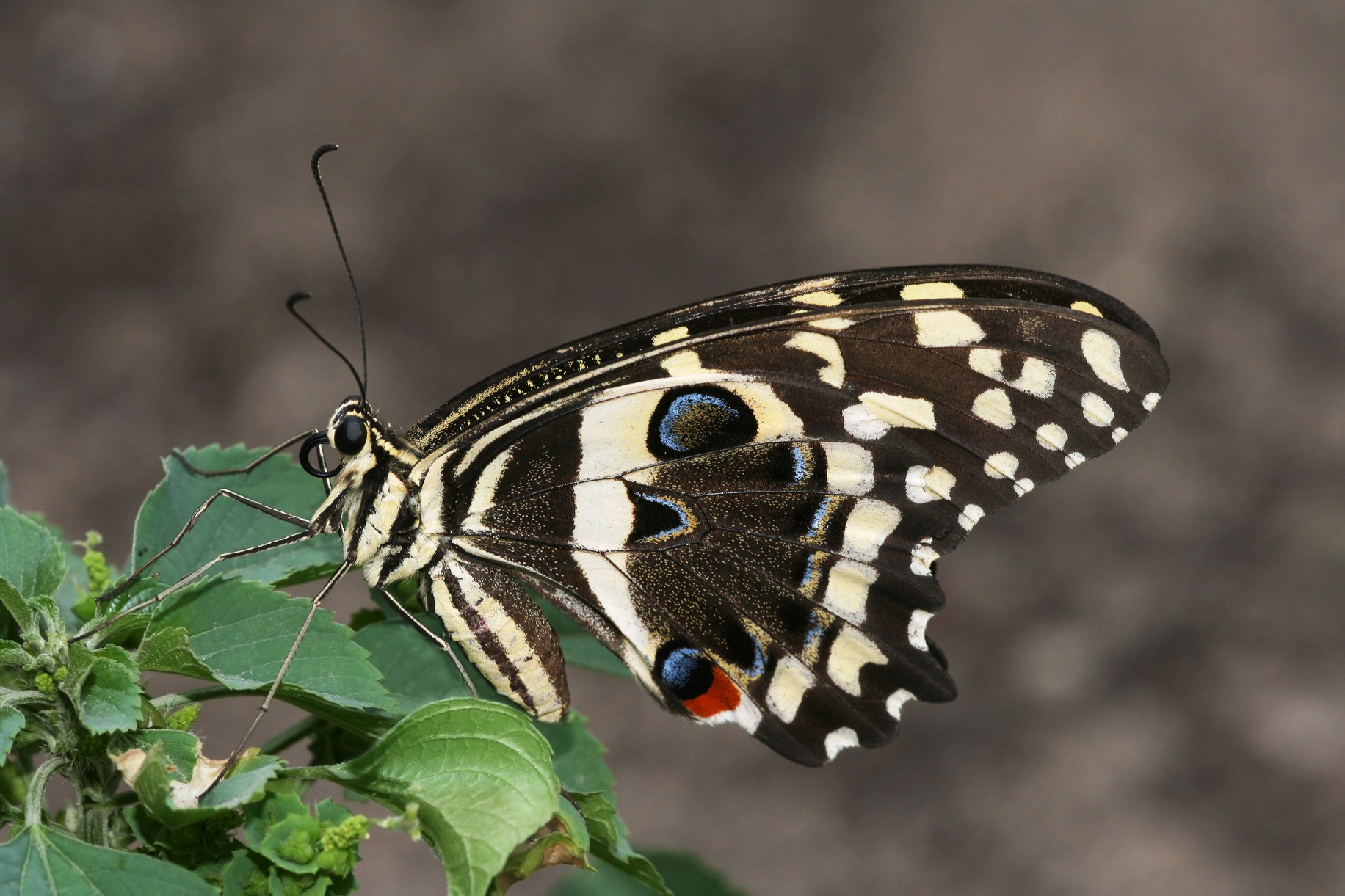
Нижняя сторона крыльев

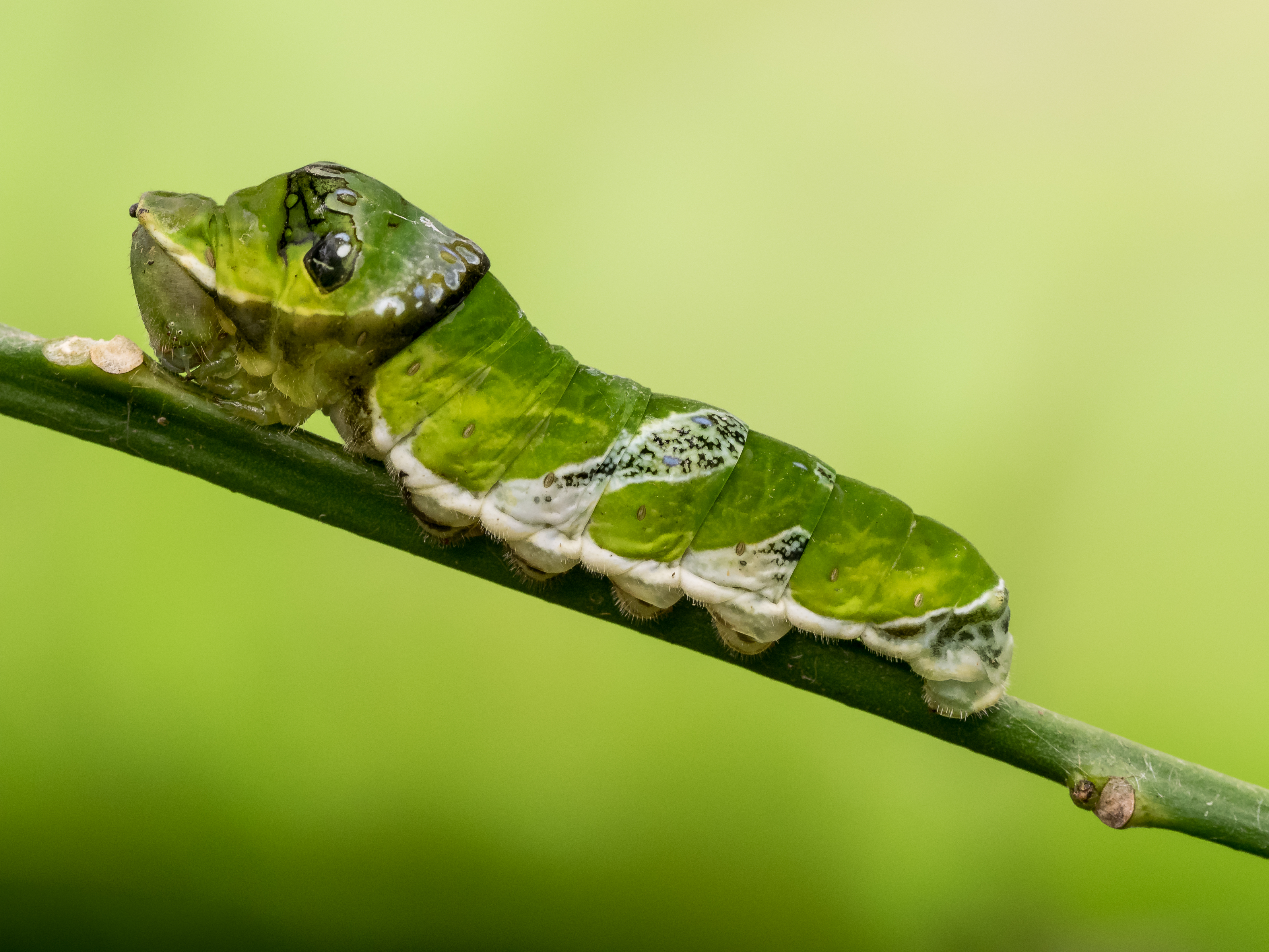
Гусеница

## Размножение
В благоприятных условиях развивается до 3 поколений за год. Кормовое растение гусениц — цитрусовые.

## Экономическое значение
Гусеницы вредят плантациям цитрусовых деревьев.